# Mazowiecki Inspektorat Okręgowy Straży Granicznej
Mazowiecki Inspektorat Okręgowy Straży Granicznej – jednostka organizacyjna Straży Granicznej pełniąca służbę ochronną na granicy polsko-niemieckiej w latach 1928–1939.

## Formowanie i zmiany organizacyjne
20 czerwca 1927 roku prezes Rady Ministrów Józef Piłsudski delegował na stanowisko naczelnego inspektora Straży Celnej płk. Stefana Pasławskiego z zadaniem gruntownej rekonstrukcji tego organu. Jesienią 1927 dokonano nowego podziału terytorialnego, a minister spraw wojskowych skierował do dyspozycji komendanta SC oficerów przewidzianych do obsadzenia nowo utworzonych stanowisk inspektorów okręgowych. Utworzono pięć nowych inspektoratów okręgowych, w tym między innymi Mazowiecki Inspektorat Okręgowy Straży Celnej, z którego w prostej linii wywodzi się Mazowiecki Inspektorat Okręgowy Straży Granicznej. Kierownikiem inspektoratu mianowano mjr. Karola Kurka, a siedzibą inspektoratu był Ciechanów.
Rozporządzenie Prezydenta Rzeczypospolitej Polskiej Ignacego Mościckiego z 22 marca 1928 roku, do ochrony północnej, zachodniej i południowej granicy państwa, a w szczególności do ich ochrony celnej, powoływano z dniem 2 kwietnia 1928 roku Straż Graniczną.
Rozkazem nr 1 z 12 marca 1928 roku w sprawach organizacji Mazowieckiego Inspektoratu Okręgowego Naczelny Inspektor Straży Celnej gen. bryg. Stefan Pasławski zatwierdził dyslokację, granice i strukturę inspektoratu okręgowego.
Rozkazem nr 2 z 8 września 1938 roku w sprawie terminologii odnośnie władz i jednostek organizacyjnych formacji, dowódca Straży Granicznej płk Jan Gorzechowski nakazał zmienić nazwę Mazowieckiego Inspektoratu Okręgowego Straży Granicznej na Mazowiecki Okręg Straży Granicznej, dotychczasowy inspektorat okręgowy przemianował na komendę okręgu i wprowadził tytuł komendanta okręgu w miejsce dotychczasowego kierownika.

## Służba graniczna
Ochraniał granicę państwową na odcinku: na zachodzie – kamień graniczny IV 089 w m. Mały Wełcz, włącznie ze wschodnim brzegiem Wisły, a na wschodzie kończył się na słupie granicznym 202 w okolicach Suchej Wsi. W 1928 roku obejmował zachodnią część powiatu augustowskiego, powiat Sokółka, powiaty: Białystok, Wysokie Mazowieckie, Łomża, Ostrołęka, Maków, Ciechanów, Sierpc, Rypin, Wąbrzeźno, Grudziądz, Lubawa, Brodnica, Działdowo, Mława, Przasnysz, Kolno i Szczuczyn. Zwiększenie długości zabezpieczanego odcinka nastąpiło w styczniu 1939 roku. Długość odcinka ochranianej granicy w styczniu 1938 roku wynosiła 429,5 km, czyli około 20% długości granic strzeżonych przez Straż Graniczną.

## Struktura organizacyjna
Organizacja inspektoratu w 1928:
- Komenda – Ciechanów
- Inspektorat Graniczny nr 1 Stawiski
- Inspektorat Graniczny nr 2 Przasnysz
- Inspektorat Graniczny nr 3 Brodnica

Organizacja inspektoratu w 1939:
- Komenda – Ciechanów
- komenda Obwodu Straży Granicznej „Suwałki”
- komenda Obwodu Straży Granicznej „Łomża”
- komenda Obwodu Straży Granicznej „Przasnysz”
- komenda Obwodu Straży Granicznej „Brodnica”

## Funkcjonariusze inspektoratu
| Stopień   | Imię i nazwisko       | Czasokres          | Kolejne stanowisko |
| --------- | --------------------- | ------------------ | ------------------ |
| major     | Karol Kurek           | 1928 – 1931?       |                    |
|           | Jan Zięba             | -V 1929            |                    |
|           | Henryk Sebera         | – IV 1931          |                    |
| inspektor | Marian Figler         | 1931 – VI 1931     |                    |
| major     | Mieczysław Kulikowski | 1931 – 1937        |                    |
| mjr/ppłk  | Jakub Witold Chmura   | 1 XIII 1937 – 1939 |                    |